# Circondario del Vulkaneifel
Il circondario del Vulkaneifel è un circondario (Landkreis) della Renania-Palatinato, in Germania. Comprende 3 città e 106 comuni. Capoluogo e centro maggiore è Daun.

## Geografia antropica
Tra parentesi gli abitanti al 31 dicembre 2021, il capoluogo della comunità amministrativa è contrassegnato da un asterisco.

### Comunità amministrative (Verbandsgemeinde)
- Verbandsgemeinde Daun, con i comuni:

1. Betteldorf (258)
2. Bleckhausen (291)
3. Brockscheid (190)
4. Darscheid (932)
5. Daun, città * (8 059)
6. Demerath (290)
7. Deudesfeld (419)
8. Dockweiler (660)
9. Dreis-Brück (797)
10. Ellscheid (270)
11. Gefell (89)
12. Gillenfeld (1 430)
13. Hinterweiler (216)
14. Hörscheid (127)
15. Immerath (226)
16. Kirchweiler (398)
17. Kradenbach (156)
18. Mehren (1 458)
19. Meisburg (227)
20. Mückeln (233)
21. Nerdlen (244)
22. Niederstadtfeld (437)
23. Oberstadtfeld (560)
24. Sarmersbach (179)
25. Saxler (66)
26. Schalkenmehren (617)
27. Schönbach (265)
28. Schutz (149)
29. Steineberg (201)
30. Steiningen (202)
31. Strohn (487)
32. Strotzbüsch (431)
33. Üdersdorf (1 108)
34. Udler (273)
35. Utzerath (167)
36. Wallenborn (418)
37. Weidenbach (250)
38. Winkel (Germania) (139)

- Verbandsgemeinde Gerolstein, con i comuni:

1. Basberg (90)
2. Berlingen (220)
3. Berndorf (496)
4. Birgel (435)
5. Birresborn (1 104)
6. Densborn (491)
7. Dohm-Lammersdorf (193)
8. Duppach (272)
9. Esch (416)
10. Feusdorf (500)
11. Gerolstein, città * (7 710)
12. Gönnersdorf (484)
13. Hallschlag (447)
14. Hillesheim, città (3 209)
15. Hohenfels-Essingen (314)
16. Jünkerath (1 806)
17. Kalenborn-Scheuern (382)
18. Kerpen (Eifel) (455)
19. Kerschenbach (200)
20. Kopp (164)
21. Lissendorf (1 160)
22. Mürlenbach (527)
23. Neroth (865)
24. Nohn (450)
25. Oberbettingen (687)
26. Oberehe-Stroheich (307)
27. Ormont (338)
28. Pelm (953)
29. Reuth (167)
30. Rockeskyll (240)
31. Salm (322)
32. Scheid (124)
33. Schüller (293)
34. Stadtkyll (1 550)
35. Steffeln (623)
36. Üxheim (1 328)
37. Walsdorf (892)
38. Wiesbaum (639)

- Verbandsgemeinde Kelberg, con i comuni:

1. Arbach (133)
2. Beinhausen (90)
3. Bereborn (115)
4. Berenbach (171)
5. Bodenbach (205)
6. Bongard (243)
7. Borler (72)
8. Boxberg (223)
9. Brücktal (73)
10. Drees (163)
11. Gelenberg (85)
12. Gunderath (107)
13. Höchstberg (334)
14. Horperath (120)
15. Hörschhausen (127)
16. Kaperich (176)
17. Katzwinkel (130)
18. Kelberg * (2 033)
19. Kirsbach (75)
20. Kolverath (104)
21. Kötterichen (126)
22. Lirstal (212)
23. Mannebach (258)
24. Mosbruch (161)
25. Neichen (135)
26. Nitz (27)
27. Oberelz (129)
28. Reimerath (61)
29. Retterath (298)
30. Sassen (94)
31. Uersfeld (674)
32. Ueß (47)
33. Welcherath (109)